# Henry Bordeaux
Henry Bordeaux (Thonon-les-Bains, 25 gennaio 1870 – Parigi, 29 marzo 1963) è stato uno scrittore e avvocato francese.

## Biografia
Proveniente da una famiglia ricca, fu avvocato come suo padre, mentre il nonno era un magistrato. Iniziò la carriera di scrittore già nell'adolescenza: nel 1887 infatti pubblicò la sua prima poesia. Partecipò attivamente ad entrambe le guerre mondiali. Fra le sue opere si ricordano La paura di vivere (La peur de vivre, 1902), I Roquevillard (Les Roquevillard, 1906), Storia di una vita (Histoire d'une vie, quadrilogia, 1951-1957). Nei suoi romanzi lo scrittore esaltò la fede, la famiglia, le tradizioni e altri valori positivi, come l'amicizia e la solidarietà umana. Con René Bazin, è stato l'autore cattolico francese più tradotto in italiano nel XX Secolo; dopo decenni di oblio, tra noi, a partire dalla fine degli anni '70,  è stato di recente rivalutato dallo scrittore Erri de Luca, che ne ha scritto introducendo la traduzione di L'Alibi (Trento, 2021).

## Opere
- Le Pays natal (1900)
- La Peur de vivre (1902)
- La Petite mademoiselle (1905)
- Les Roquevillard (1906)
- Les Yeux qui s'ouvrent (1908)
- La Croisée des chemins (1909)
- La Robe de laine (1910)
- La Neige sur les pas (1911)
- Amants de Genève (1912)
- La Maison (1913)
- La Jeunesse nouvelle, Deux héros de vingt ans (1915)
- La Résurrection de la chair (1920)
- Yamilé sous les cèdres (1923)
- La Chartreuse du reposoir (1924)
- La Revenante (1932)
- L'Intruse (1936)
- La brebis égarée (1953)